# عبد العزيز النصر
عبد العزيز حمد النصر(24 سبتمبر 1986-) إعلامي رياضي قطري

## مشواره المهني
شارك في عمل البرامج الوثائقية والتقارير الرياضية في قناة الجزيرة، إنتقل بعدها إلى اللجنة الداعمة للعمل والتطوير التلفزيوني، التي أسست تلفزيون قطر الجديد، حتى عام 2010 وبعدها إلى الجزيرة الرياضية عام 2012 إلى أن تم تأسيس قنوات (بي إن سبورت).
تعرض لحادث مروري وقام بإجراء عمليات متتالية

## البرامج التي قدمتها
| اسم البرنامج          | القناة           |
| --------------------- | ---------------- |
| كآس العالم لكرة القدم | الجزيرة الرياضية |
| الدوري الإيطالي       | بي إن سبورت      |
| الدوري الأوروبي       | بي إن سبورت      |
| دوري أبطال أوروبا     | بي إن سبورت      |
| جمهور نت              | بي إن سبورت      |

## جوائز
- (2016): جائزة النجمة الذهبية الخليجية كأفضل مقدم رياضي عن دولة قطر من قبل الاتحاد الخليجي للإعلام الرياضي  عُمان.[3]